# Bergoss
Bergoss was een textielonderneming en vooral bekend als tapijtfabriek in de Nederlandse plaats Oss die met voorlopers bestaan heeft van 1835 tot 1982 (failliet).

## Geschiedenis
Het bedrijf kwam voort uit een kleine textielwerkplaats, een blauwververij/drukkerij, waarmee Daniël van den Bergh samen met schoonfamilie S en A van der Wielen in 1835 aan de Varkensmarkt te Oss begon. In 1856 startte Van den Bergh samen met Isaac van der Wielen aan de Molenstraat een wattenfabriek, een eenvoudig bedrijfje dat een zogeheten wattenmolen omvatte. In 1888 verplaatste zijn zoon Jacob van den Bergh de wattenfabriek naar de locatie waar tegenwoordig het Berghkwartier is gelegen. Hier was plaats voor een stoominstallatie en met zijn vier zonen, Abraham, Isaac, Joseph en Simon breidde hij het recyclingbedrijfje uit tot watten- en kapokfabriek.

De fabriek, sinds 1880 fa. Gebr. v/d Bergh geheten, breidde zich uit. Naast de watten- en kapokverwerking kwam er in 1916 een tapijtweverij, die later werd uitgebreid met een spinnerij, een ververij en een spoelerij. Uiteindelijk besloeg het terrein vijf hectare. In 1921 wordt de zaak omgezet in de ''N.V. Gebrs. Van den Bergh's Industrie en Handelmaatschappij". Na eerst in 1925 de onderscheiding om het koninklijk wapen te voeren was verleend, kreeg de onderneming in 1931 het predicaat Koninklijk. De crisisjaren dertig leidde tot drastische loonsverlagingen en een langdurig arbeidsconflict in 1932/'33. Er werden  nieuwe initiatieven ontplooid: een matrassenfabriek en de productie van bijzondere stoffen naar ontwerp van de Haagse sierkunstenaar Alons. De  Koninklijke Tapijtfabrieken Bergoss NV telde bij het eeuwfeest in 1956 700 werknemers en omvatte naast een watten- en kapokfabriek, een matrassenfabriek en weverijen van tapijten en van meubelstoffen naast een handelsafdeling te Rotterdam.

## Neergang
Het bedrijf onttrok zich aanvankelijk aan de algehele teruggang in de Nederlandse textielindustrie. In 1961 ging Bergoss een samenwerking aan met het Schotse tapijtconcern A F Stottard en Co. voor de productie van vast tapijt en karpetten met axminster getouwen, onder de naam Bergoss-Stoddard NV. In 1968 werd nog gesproken van 'onverminderde expansie' die zich 'krachtig voortzette'. Omstreeks 1970 telde het bedrijf 800 werknemers. Op 18 mei 1973 brak bij Bergoss een wilde staking uit. Deze werd geleid door de SP en legde de basis voor verdere ontwikkeling van die partij.
Maar vanaf 1974 begonnen de verliezen zich op te stapelen. Het leidde tot sluiting van de weverij in 1978/'79, voortaan werd alleen getuft tapijt gemaakt. Het personeelsbestand ging met 400 terug naar 289, in 1981 volgde weer ontslag van 72 medewerkers. Verandering in directie in 1977 bracht geen verbetering. Begin december 1981 verkeerde Bergoss in surseance van betaling. De terloorgang lag niet alleen aan de marktsituatie maar ook aan slecht beleid. Op 1 januari 1982 werd het bedrijf failliet verklaard. De gezonde onderdelen werden door Desseaux overgenomen en in een dochteronderneming ondergebracht. Tachtig oud-Bergoss medewerkers kwamen daar in dienst.
Het merk Bergoss bleef bestaan en werd door Desso geproduceerd. De productiefaciliteiten van deze onderneming zijn meerdere malen geconcentreerd en het bedrijf is meermalen doorverkocht aan internationale concerns en beleggers.

## Herontwikkeling
Het terrein werd vanaf 1992 herontwikkeld. Enkele karakteristieke elementen bleven als industrieel monument bestaan: Het hoofdgebouw, waarin Hotel De Weverij en Spahuys werden gevestigd, en een gevel met karakteristieke sheddaken, die een onderdeel van een aantal zogeheten sheddakwoningen  vormde. De zorgorganisatie Zorg van Toen nam in november 2021 het hotel De Weverij over maar ging juni 2024 failliet.